# Kinderzuschlag
Der Kinderzuschlag (KiZ) ist eine Sozialleistung für Familien mit geringem Einkommen in Deutschland.
Er kann parallel zum Wohngeld bezogen werden. Empfänger des Kinderzuschlags können für ihre Kinder Leistungen für Bildung und Teilhabe in Anspruch nehmen und sich auf Antrag von den Kita-Gebühren befreien lassen.

## Voraussetzungen

### Materielle Voraussetzungen
Die Voraussetzungen für einen Anspruch auf Kinderzuschlag sind in § 6a Bundeskindergeldgesetz geregelt. Anspruchsberechtigt sind nur Eltern bzw. Erziehungsberechtigte für in ihrem Haushalt lebende ledige Kinder. Die Kinder dürfen noch nicht das 25. Lebensjahr vollendet haben und es muss ein Anspruch auf Kindergeld oder eine vergleichbare Leistung bestehen. Durch den Bezug des Kinderzuschlags und gegebenenfalls Wohngeld muss Hilfebedürftigkeit im Sinne des § 9 des Zweiten Buches Sozialgesetzbuch der Familie vermieden werden.
Die angesetzten Bedarfe der Familienmitglieder entsprechen im Wesentlichen den Bedarfen des SGB II. Einkommen der Kinder und Eltern wird anteilig auf den ermittelten Kinderzuschlag angerechnet. Dieses Einkommen wird entsprechend der Vorschriften des SGB II bereinigt. Für Erwerbseinkommen der Eltern werden Freibeträge gewährt. Anders als im SGB II wird das Einkommen der vergangen sechs Monate für die Berechnung des zustehenden Kinderzuschlags zu Grunde gelegt. Die Bewilligung erfolgt für sechs Monate.
Wer Bürgergeld oder Grundsicherung im Alter und bei Erwerbsminderung erhält, hat keinen Anspruch auf Kinderzuschlag.

### Formelle Voraussetzungen
Zuständig für den Kinderzuschlag ist die Familienkasse der Bundesagentur für Arbeit. Der Antrag kann online gestellt werden, jedoch muss ein Ausdruck des Antrags unterschrieben an die Familienkasse gesendet werden. Erforderliche Nachweise können über den Online-Antrag digital eingereicht werden. Ebenfalls möglich ist seit 2023 ein Online-Antrag mit der eID (neuer Personalausweis, elektronischer Aufenthaltstitel oder eID-Karte); in diesem Fall ist eine Unterschrift auf einem Ausdruck nicht mehr erforderlich.

### Besonderheiten
Nur unter besonderen Voraussetzungen können Berechtigte nach dem Asylbewerberleistungsgesetz, Studenten und Auszubildende, die nach dem Bundesausbildungsförderungsgesetz (BAföG) förderungsfähig sind, sowie Rentner den Kinderzuschlag erhalten.

## Statistik
| Kinderzuschlag |            |                                          |               |                                   |
| von            | bis        | Höchst-Kinderzuschlag pro Monat pro Kind | Abschmelzrate | Anspruchsdauer                    |
| 01.01.2005     | 31.12.2007 | 140 €                                    | 70 %          | max. 36 Monate                    |
| 01.01.2008     | 30.09.2008 | 140 €                                    | 70 %          | entsprechend Kindergeld- Anspruch |
| 01.10.2008     | 30.06.2016 | 140 €                                    | 50 %          | entsprechend Kindergeld- Anspruch |
| 01.07.2016     | 31.12.2016 | 160 €                                    | 50 %          | entsprechend Kindergeld- Anspruch |
| 01.01.2017     | 30.06.2019 | 170 €                                    | 50 %          | entsprechend Kindergeld- Anspruch |
| 01.07.2019     | 31.12.2019 | 185 €                                    | 50 %          | entsprechend Kindergeld- Anspruch |
| 01.01.2020     | 31.12.2020 | 185 €                                    | 45-%-50 %     | entsprechend Kindergeld- Anspruch |
| 01.01.2021     | 31.12.2021 | 205 €                                    | 45 %          | entsprechend Kindergeld- Anspruch |
| 01.01.2022     | 30.06.2022 | 209 €                                    | 45 %          | entsprechend Kindergeld- Anspruch |
| 01.07.2022     | 31.12.2022 | 229 €                                    | 45 %          | entsprechend Kindergeld- Anspruch |
| 01.01.2023     | 01.12.2023 | 250 €                                    | 45 %          | entsprechend Kindergeld- Anspruch |
| 01.01.2024     | 31.12.2024 | 292 €                                    | 45 %          | entsprechend Kindergeld- Anspruch |
| 01.01.2025     |            | 297 €                                    | 45 %          | entsprechend Kindergeld- Anspruch |

| Kinderzuschlag |              |         |           |                                                                                             |
| Jahr           | Umfang       | Kinder  | Haushalte | Quelle                                                                                      |
| 2005           | 103 Mio. €   |         |           | Bundesagentur für Arbeit, Statistik: Kindergeld und Kinderzuschlag - Deutschland und Länder |
| 2006           | 139 Mio. €   | 124.000 | 49.000    | Bundesagentur für Arbeit, Statistik: Kindergeld und Kinderzuschlag - Deutschland und Länder |
| 2007           | 109 Mio. €   | 100.000 | 36.000    | Bundesagentur für Arbeit, Statistik: Kindergeld und Kinderzuschlag - Deutschland und Länder |
| 2017           | 413 Mio. €   | 258.000 | 94.000    | Bundesagentur für Arbeit, Statistik: Kindergeld und Kinderzuschlag - Deutschland und Länder |
| 2018           | 399 Mio. €   | 248.000 | 87.000    | Bundesagentur für Arbeit, Statistik: Kindergeld und Kinderzuschlag - Deutschland und Länder |
| 2019           | 445 Mio. €   | 265.000 | 91.000    | Bundesagentur für Arbeit, Statistik: Kindergeld und Kinderzuschlag - Deutschland und Länder |
| 2020           | 1.009 Mio. € | 674.503 | 275.520   | Bundesagentur für Arbeit, Statistik: Kindergeld und Kinderzuschlag - Deutschland und Länder |
| 2021           | 1.269 Mio. € | 727.843 | 292.844   | Bundesagentur für Arbeit, Statistik: Kindergeld und Kinderzuschlag - Deutschland und Länder |
| 2022           | 1.286 Mio. € | 735.896 | 284.947   | Bundesagentur für Arbeit, Statistik: Kindergeld und Kinderzuschlag - Deutschland und Länder |
| 2023           | 1.870 Mio. € | 926.952 | 363.047   | Bundesagentur für Arbeit, Statistik: Kindergeld und Kinderzuschlag - Deutschland und Länder |

## Geschichte
Der Kinderzuschlag wurde mit dem Vierten Gesetz für moderne Dienstleistungen am Arbeitsmarkt („Hartz IV“) zum 1. Januar 2005 eingeführt. Er ist als Kombileistung für den Niedriglohnsektor ausgestaltet und mit der Verankerung im Bundeskindergeldgesetz eine Familienleistung mit arbeitsmarktpolitischer Bedeutung. Durch die Einführung des Kinderzuschlags sollte erreicht werden, dass Familien im Niedriglohnbereich unabhängig vom Arbeitslosengeld II werden und spürbare Einkommensverbesserungen erhalten. Zudem sollte der Anreiz erhöht werden, selbst mehr Familieneinkommen zu erzielen.

### KiZ-Reform 2019
Durch das Gesetz zur zielgenauen Stärkung von Familien und ihren Kindern durch die Neugestaltung des Kinderzuschlags und die Verbesserung der Leistungen für Bildung und Teilhabe (Starke-Familien-Gesetz) wurde der Kinderzuschlag 2019 reformiert.
In einem ersten Schritt ab 1. Juli 2019 wurde er so erhöht, dass er zusammen mit dem Kindergeld den durchschnittlichen Bedarf eines Kindes in Höhe des steuerfrei zu stellenden sächlichen Existenzminimums mit Ausnahme des Betrages für Bildung und Teilhabe deckt. Kindeseinkommen mindert den Kinderzuschlag nur noch zu 45 %, statt wie zuvor zu 100 %. Der Bewilligungszeitraum beträgt nun sechs Monate; die Bemessung für das zur Verfügung stehenden Einkommen bilden die sechs Monate vor der Antragstellung.
In einem zweiten Schritt ab 1. Januar 2020 wurde die so genannte „Abbruchkante“, an der der Kinderzuschlag bislang schlagartig entfällt, abgeschafft. Erwerbseinkommen der Eltern mindert den Gesamtkinderzuschlag nur noch zu 45 % statt wie bisher zu 50 %. Familien können auch dann den Kinderzuschlag erhalten, wenn sie bisher kein Alg II beziehen und ihnen mit ihrem Erwerbseinkommen, dem Kinderzuschlag und gegebenenfalls dem Wohngeld höchstens 100 € fehlen, um Hilfebedürftigkeit nach dem SGB II zu vermeiden.

### Änderungen im Rahmen der Pandemiebekämpfung
Durch das „Gesetz für den erleichterten Zugang zu sozialer Sicherung und zum Einsatz und zur Absicherung sozialer Dienstleister aufgrund des Coronavirus SARS-CoV-2 (Sozialschutz-Paket)“ – SozSchPG – vom 27. März 2020 (BGBl I 2020, 575) wurde das Recht des Kinderzuschlags aufgrund der schnell zunehmenden Verbreitung des Coronavirus vorübergehend erheblich modifiziert. So wurde ausnahmsweise an das aktuelle Einkommen der Eltern im letzten Monat vor Antragstellung angeknüpft. Zudem wurde Vermögen befristet nur dann berücksichtigt, wenn es erheblich im Sinne des § 21 Wohngeldgesetz war und in Bestandsfällen mit dem höchstmöglichen Kinderzuschlag erfolgte einmalig eine 6-monatige antragslose Verlängerung des Bewilligungszeitraums. Die Sonderregelungen endeten im Wesentlichen zum 30. September 2020.

## Kritik
Die konkrete Ausgestaltung des Kinderzuschlags wird von verschiedenen Seiten kritisiert.
Aufgrund der undurchsichtigen Regelungen ist es beispielsweise für potentielle Anspruchsberechtigte schwer einzuschätzen, ob Anspruch auf Kinderzuschlag besteht. Dies und der geringe Bekanntheitsgrad werden dafür verantwortlich gemacht, dass viele anspruchsberechtigte Familien keinen Antrag stellen.
Daneben kann die Höchsteinkommensgrenze dazu führen, dass ein Haushalt durch eine Gehaltserhöhung einen Einkommensrückgang erfährt, wenn der Kinderzuschlagsanspruch dadurch entfällt. Im Zusammenspiel mit dem (oft parallel bezogenen) Wohngeld besteht zudem eine hohe Transferentzugsrate für Kinderzuschlagsbezieher, die dafür sorgt, dass Brutto-Einkommenszuwächse weitgehend durch niedrigere Transferzahlungen kompensiert werden. Seit dem 1. Januar 2020 wird dies teilweise entschärft, indem die Höchsteinkommensgrenze wegfällt und Einkommen der Eltern nur noch zu 45 Prozent auf den Kinderzuschlag angerechnet wird.
Seit der Gesetzesänderung vom 1. Juli 2019 wird nicht mehr das aktuelle Einkommen, sondern gemäß § 6a Abs. 8 BKGG das Durchschnittseinkommen der letzten sechs Monate zur Berechnung des Kinderzuschlags herangezogen. Folge ist, dass Eltern, die eine Beschäftigung verlieren, im Extremfall bis zu sechs Monate vom Kinderzuschlag ausgeschlossen sind, obwohl ihr Einkommen (z. B. Arbeitslosengeld I) an sich bereits so gering geworden ist, dass es die Voraussetzungen erfüllt. Umgekehrt könnte ein Haushalt in den ersten Monaten nach Aufnahme einer existenzsichernden Beschäftigung noch vom Kinderzuschlag profitieren, da ggf. noch das geringere Einkommen aus Zeiten der Arbeitslosigkeit zugrunde gelegt wird. Bei Eltern, die ein Kind zu gleichen Teilen im Wechselmodell betreuen, erhält nur ein Elternteil den Kinderzuschlag, da nur der Kindergeldempfänger Kinderzuschlag erhält.